# Andrena xuanzangi
Andrena xuanzangi là một loài Hymenoptera trong họ Andrenidae. Loài này được Tadauchi & Xu mô tả khoa học năm 2003.